# Piper Perabo
Piper Lisa Perabo (* 31. října 1976, Dallas, Texas, USA) je americká herečka známá rolemi ve filmech Dokonalý trik, Dvanáct do tuctu a Divoké kočky. Její specialitou jsou komedie, horory a akční filmy. V roce 2016 hraje hlavní roli v seriálu Notorious.

## Život
Narodila se roku 1976 v Dallasu v Texasu. Je dcerou Mary Charlotte a George Williama Perabo, profesor poezie na Ocean Country College. Má anglické, německé, irské, norské kořeny. Vyrostla v Toms River v New Jersey. Je nejstarší ze tří sourozenců, má dva bratry. V roce 1994 odmaturovala na Toms River High School North. Poté začala navštěvovat hereckou školu, kterou dokončila o čtyři roky později. Odstěhovala se do New Yorku za svým přítelem, kterého doprovázela na casting, kde si ji však všiml režisér castingu.

## Kariéra
První role přišla po přestěhování do New Yorku se snímkem Whiteboys. V roce 2000 přijala nabídku na film Divoké kočky. Perebo se objevovala v převážně v romantickým filmech: Dvanáct do tuctu (2003), Dokonalé protiklady (2004), Svatba ve třech (2005). Až s rolí ve filmu Dokonalý trik (2006), však přišel zlom v její herecké kariéře. V roce 2008 byla obsazena do role CIA agentky v seriálu Covert Affairs. Za roli získala nominaci na cenu Zlatý glóbus v roce 2010. S Matthewem Perrym se objevila v sitcomu Go On. V roce 2016 začala hrát hlavní roli v seriálu stanice ABC Notorious.

## Osobní život
V roce 2013 se zasnoubila s režisérem a scenáristou Stephenem Kayem. Dvojice se vzala 26. července 2014 v New Yorku.

## Filmografie
| Rok  | Název                              | Role                       | Poznámky |
| ---- | ---------------------------------- | -------------------------- | --- |
| 1997 | Single Spaced                      |                            | Krátký film |
| 1999 | Knuckleface Jones                  | Dívka                      | Krátký film |
| 1999 | Whiteboyz                          | Sara                       | |
| 2000 | Divoké kočky                       | Violet "Jersey" Sanford    | Filmová cena MTV v kategorii Nejlepší hudební scéna Nominace – Blockbuster Enterainment Award v kategorii Nejlepší ženský nováček Nominace – Filmová cena MTV v kategorii Nejlepší herečka |
| 2000 | Dobrodružství Rockyho a Bullwinkla | FBI agentka Karen Sympathy | |
| 2000 | Followers                          | Dívka na párty             | |
| 2001 | Ztracená                           | Pauline "Paulie" Oster     | |
| 2002 | Uhoď ji, je to Francouzka!         | Genevieve Le Plouff        | |
| 2002 | Flowers                            | Iris                       | |
| 2003 | Dvanáct do tuctu                   | Nora Baker                 | Nominace – Teen Choice Award v kategorii Nejlepší polibek (s Ashtonem Kutcherem) |
| 2004 | Dokonalé protiklady                | Julia Bishop               | |
| 2004 | Ztráta paměti                      | Anna                       | |
| 2004 | Legenda o Jiřím a drakovi          | Princezna Luma             | |
| 2005 | Mimo zákon                         | Willow Summerfield         | |
| 2005 | Karas: The Prophcy                 | Yurine (hlas)              | anglická verze (dabing) |
| 2005 | Jeskyně                            | Charlie                    | |
| 2005 | Dvanáct do tuctu 2                 | Nora Baker-McNulty         | Nominace – Young Artist Award v kategorii Nejlepší obsazení |
| 2005 | Svatba ve třech                    | Rachel                     | |
| 2006 | První sníh                         | Deidre                     | |
| 2006 | Kořeny mafie                       | Brady                      | |
| 2006 | Dokonalý trik                      | Julia McCullough           | |
| 2007 | Vdáš se a basta                    | Mae Wilder                 | |
| 2007 | In Vivid Detail                    | Leslie                     | Krátký film |
| 2008 | The Prince of Motor City           | Meg Riley                  | TV film |
| 2008 | Projekt LAZAR                      | Lisa Garvey                | |
| 2008 | Čivava z Beverly Hills             | Rachel Ashe                | |
| 2009 | Sordid Things                      | Tabitha White              | |
| 2009 | Přenašeči                          | Bobby                      | |
| 2010 | Ashes                              | Bettina                    | |
| 2012 | Looper                             | Suzie                      | |
| 2015 | Into the Grizzly Maze              | Michelle                   | |

| Rok     | Název                            | Role                   | Poznámky |
| ------- | -------------------------------- | ---------------------- | --- |
| 2007    | Dr. House                        | Honey                  | Epizoda: "Resignation" |
| 2008    | Backdrop NYC                     | Leslie                 | Segment: "In Vivid Detail" |
| 2009    | Zákon a pořádek: Zločinné úmysly | Calista Haslum         | Epizoda: "Folie a Deux" |
| 2010–14 | V utajení                        | CIA agent Annie Walker | Hlavní role Gracie Award v kategorii Nejlepší herečka – průlomová role Nominace – Zlatý glóbus v kategorii Nejlepší herečka – dramatický seriál |
| 2013    | Go On                            | Simone                 | 4 epizody |
| 2016    | Notorious                        | Julia George           | Hlavní role |

| Rok  | Název                | Role   | Poznámky               |
| ---- | -------------------- | ------ | ---------------------- |
| 2008 | Reasons to Be Pretty | Carly  | Lucille Lortel Theatre |
| 2015 | Lost Girls           | Maggie | Lucille Lortel Theatre |